# Črnec Dugoselski
Črnec Dugoselski je naselje u općini Rugvica, u Zagrebačkoj županiji. Smješteno je na potoku Črnec, 4 km južno od Dugog Sela. Selo se prvi puta spominje 1209. godine. U srednjem vijeku je pripadalo Božjakovačkom vlastelinstvu. Naselje pripada dugoselskoj župi sv. Martina biskupa. Mještani su u nekoliko navrata pokretali inicijativu da se naselje vrati u administrativne granice Grada Dugog Sela kojemu prirodno i gravitiraju. 
Po popisu stanovništva iz (2011.) u naselju živi 190 stanovnika.

## Stanovništvo
| broj stanovnika | 213   | 212   | 205   | 235   | 261   | 285   | 267   | 248   | 183   | 238   | 207   | 201   | 160   | 136   | 193   | 191   | 165   |
|                 | 1857. | 1869. | 1880. | 1890. | 1900. | 1910. | 1921. | 1931. | 1948. | 1953. | 1961. | 1971. | 1981. | 1991. | 2001. | 2011. | 2021. |